# Glyphonotus thoracicus
Glyphonotus thoracicus är en insektsart som först beskrevs av Fischer von Waldheim 1846.  Glyphonotus thoracicus ingår i släktet Glyphonotus och familjen vårtbitare.

## Underarter
Arten delas in i följande underarter:
- G. t. thoracicus
- G. t. semenovi